# مادلين مانتوك
مادلين مانتوك (مواليد 26 مايو 1990) هي ممثلة بريطانية. وهي معروفة بعملها التلفزيوني في مسلسل Into the Badlands  وإعادة إنتاج مسلسل The Tomorrow People .  في عام 2018 ، ظهرت في الدور الرئيسي للساحرة ميسي فون في سلسلة Charmed .

## النشأة والتعليم
مانتوك من أصل أفريقي كاريبي وأبيض .  التحقت بمدارس الفنون التربوية في لندن حيث حصلت على درجة البكالوريوس في المسرح الموسيقي . 

## الأعمال
| عام                   | عمل                              | وظيفة           | ملاحظات                  |
| --------------------- | -------------------------------- | --------------- | ------------------------ |
| 2011-12               | ضحية                             | سكارليت كونواي  | دور منتظم                |
| 2013                  | أناس مضحكين جيدًا لي نيلسون       | ملكة جمال سامرز |                          |
| 2013-14               | أناس الغد                        | أستريد فينش     | دور أساسي                |
| 2014                  | حافة الغد                        | جولي            |                          |
| 2015–17               | في الأراضي الوعرة                | حجاب            | دور أساسي؛ المواسم 1 - 2 |
| 2016                  | مفوض الحقيقة                     | لورا            |                          |
| 2017                  | كسر بروكلين                      | الإيمان براينت  |                          |
| 2018                  | العمر قبل الجمال                 | لوريلي          |                          |
| 2018 إلى الوقت الحاضر | سحر                              | ميسي فون        | دور أساسي                |
| 2018                  | <i id="mwiw">الأغنية الطويلة</i> | آنسة كلارا      |                          |

## روابط خارجية
- [http://www.imdb.com/name/nm4567422/ Madeleine Mantock

] في قاعدة بيانات الأفلام على الإنترنت